# Robertsdale
Robertsdale is een plaats (city) in de Amerikaanse staat Alabama, en valt bestuurlijk gezien onder Baldwin County.

## Demografie
Bij de volkstelling in 2000 werd het aantal inwoners vastgesteld op 3782.
In 2006 is het aantal inwoners door het United States Census Bureau geschat op 4814, een stijging van 1032 (27,3%).

## Geografie
Volgens het United States Census Bureau beslaat de plaats een oppervlakte van
14,1 km², geheel bestaande uit land. Robertsdale ligt op ongeveer 55 m boven zeeniveau.

## Plaatsen in de nabije omgeving
De onderstaande figuur toont de plaatsen in een straal van 24 km rond Robertsdale.